# صالح بوالشعور
صالح بوالشعور (به عربی: صالح بوالشعور) یک شهرداری در الجزایر است که در استان سکیکده واقع شده‌است.